# Гуамский пастушок
Гуамский пастушок (лат. Hypotaenidia owstoni) — вид нелетающих птиц из семейства пастушковых (Rallidae). Максимальное расстояние, на которое может лететь птица, составляет 1—2 м. На январь 2021 года таксон имеет в Красной книге МСОП охранный статус «Виды, находящиеся на грани полного исчезновения» (CR).

## Описание
Взрослые птицы достигают длины около 28 см и весят примерно 200 г. Спина, шея, туловище, хвост, ноги и клюв тёмно-коричневые. На крыльях, в нижней части груди, на брюхе и под хвостом имеется рисунок из чёрных и белых перьев. На шее, верхней части груди и над глазами серые места. Тело вытянутое, как у других пастушковых, и сжатое со сторон, так что животные могут передвигаться быстро в густой растительности. У птенцов чёрное пуховое оперение в первые 3 недели. Они достигают своего полного веса на восьмой неделе и могут прожить свыше 11 лет.

## Образ жизни
Гуамский пастушок — эндемик острова Гуам и первоначально встречался в большинстве биотопов острова, таких как лес, саванна, буш, вторичный луг, папоротниковые чащи, сельскохозяйственные территории. Он держится преимущественно в местах, где имеются как кусты, так и трава. В лесах или во влажных областях встречается редко.
Всеядны, но предпочитают животную пищу. В его рацион входят улитки, падаль, гекконы, насекомые. Завезённая ахатина гигантская (Lissachatina fulica) составляет важную часть питания. Птицы питаются семенами, листьями пальм, а также различными сортами овощей и фруктов.
Пастушок расклёвывает свой корм чаще на земле, но так же ловит клювом в воздухе низко летающих насекомых, особенно бабочек. Они могут потянуться за кормом на 40 см и больше над землёй. Кусочки улиточных домиков и осколков кораллов поедаются, чтобы поддержать пищеварение.

## Размножение
Пойманные птицы гнездились впервые в возрасте 5 месяцев. Они гнездятся на протяжении всего года, особенно часто во время сезонов дождей в июле и ноябре. Количество кладок неизвестно.
В гнезде диаметром 13 см, построенном обоими родительскими животными, самка откладывает 3—4 яйца величиной 3×4 см. Как и у многих животных, живших раньше на свободных от хищников островах, кладка птиц меньше, чем аналогичная у родственников на континенте. Оба родителя высиживают попеременно примерно 20 дней. Птенцы появляются не одновременно. Родитель поедает яичную скорлупу.
1—4, в среднем 2 птенца покидают гнездо с родителями в течение 24 часов. Родители обращают внимание птенцов на корм и те расклёвывают его затем самостоятельно, иногда они кормят птенцов пойманными летающими насекомыми.

## Охранный статус
Гуамский пастушок был раньше широко распространён на Гуаме и жители острова охотились на него. В 1960 году была запрещена торговля молодыми птицами и яйцами и охота на птиц. В 1964—1976 годах была разрешена ограниченная охота. Он вымер в южной части острова в начале 70-х, однако нет доказательств того, что это стало следствием запрещённой к тому времени охоты. На 1981 год численность диких пастушков составляла около 2 300 особей, обитающих на севере острова. В 1983 году имелось всего две небольшие, не связные популяции. Причиной вымирания было хищничество случайно ввезённых плотоядных животных, особенно змеи — коричневой бойги (Boiga irregularis), а также гибель под колесами автотранспорта.
В неволе гуамского пастушка успешно разводили с 1984 года, из них на волю было выпущено с 1995 года более 100 птиц. После того, как успехи были незначительными, с помощью ловушек были выловлены змеи. С тех пор поступили сообщения об успешных выводках.
Сейчас особи вида содержатся в питомниках острова Гуам и в 15 зоопарках США (суммарно около 160 птиц), где они успешно размножаются.
Кроме того, гуамского пастушка пытались поселить с 1987 года на близлежащем острове Рота. В 1999 году сообщалось о первых успешных выводках.